# قرار مجلس الأمن التابع للأمم المتحدة رقم 1464
قرار مجلس الأمن التابع للأمم المتحدة رقم 1464، المتخذ بالإجماع في 4 شباط / فبراير 2003، بعد إعادة تأكيد التزامه بسيادة ساحل العاج وسلامتها الإقليمية ووحدتها، دعا المجلس إلى تنفيذ اتفاق السلام الموقع في ليناس ماركوسي لإنهاء الحرب الأهلية في البلاد.

## القرار

### أعمال
صادق المجلس على الاتفاق الموقع في ليناس ماركوسي في كانون الثاني / يناير 2003 من قبل الأطراف الإيفوارية، وأحكامه المتعلقة بتشكيل حكومة مصالحة وطنية ولجنة مراقبة. وطُلب من الأمين العام كوفي عنان تقديم توصيات حول الكيفية التي يمكن بها للأمم المتحدة دعم تنفيذ الاتفاقية. وكان يعتزم أيضا تعيين ممثل خاص لكوت ديفوار مقره العاصمة السابقة أبيدجان.
وأدان القرار انتهاكات حقوق الإنسان والقانون الإنساني الدولي في البلاد منذ 19 سبتمبر / أيلول 2002 عندما سيطرت الحركة الوطنية لكوت ديفوار على ثاني أكبر مدينة، ورحب بنشر قوات الجماعة الاقتصادية لدول غرب أفريقيا وقوات حفظ السلام الفرنسية. وتم تفويض القوات، بموجب الفصل السابع والفصل الثامن من ميثاق الأمم المتحدة، باستخدام جميع الإجراءات اللازمة لضمان حرية تنقلهم وحماية المدنيين لمدة ستة أشهر. كما طُلب منهم تقديم تقارير دورية عن تنفيذ ولاياتهم.
وأخيراً، طُلب من جميع الدول المجاورة لكوت ديفوار دعم عملية السلام في البلاد ومنع الأعمال التي من شأنها تقويض أمنها، مثل انتشار الأسلحة وتحركات الجماعات المسلحة والمرتزقة.

## روابط خارجية
- نص القرار في undocs.org
- Linas-Marcoussis Agreement على موقع واي باك مشين (نسخة محفوظة 27 February 2012)